# Протасово (Німецький національний район)
Прота́сово (рос. Протасово) — село у складі Німецького національного району Алтайського краю, Росія. Адміністративний центр та єдиний населений пункт Протасовської сільської ради.

## Населення
Населення — 1273 особи (2010; 1442 у 2002).
Національний склад (станом на 2002 рік):
- росіяни — 60 %
- німці — 32 %